# Reninghelst New Military Cemetery
Reninghelst New Military Cemetery is een Britse militaire begraafplaats met gesneuvelden uit de Eerste Wereldoorlog, gelegen in het Belgische dorp Reningelst, een deelgemeente van Poperinge. De begraafplaats ligt 225 m ten westen van de kerk, langs de weg naar Poperinge, en is toegankelijk via een pad van 150 m. De begraafplaats werd ontworpen door Reginald Blomfield en wordt onderhouden door de Commonwealth War Graves Commission. Het terrein heeft een rechthoekig grondplan met een oppervlakte van 3.845 m² en is omgeven met een bakstenen muur. Het Cross of Sacrifice staat in de noordelijke hoek, direct naast de toegang. De Stone of Remembrance staat centraal aan de noordoostelijke muur. 
Er liggen 800 slachtoffers begraven waaronder 6 die niet geïdentificeerd konden worden.
Op het kerkhof van het dorp liggen ook 3 Britten begraven. Deze staan in de registers van de CWGC genoteerd onder Reningelst Churchyard.
Vlak naast het kerkhof bevindt zich een uitbreiding dat als Reninghelst Churchyard Extension genoteerd staat.

## Geschiedenis
Reningelst bleef de hele oorlog in geallieerde handen. In het dorp werd het hoofdkwartier van de 41st Division ingericht met de bijhorende rustkampen en veldhospitalen. Door de nabijheid van het front en belangrijke infrastructuur, zoals een nieuwe spoorlijn, had het dorp regelmatig vijandelijke beschietingen te verduren. De slachtoffers van deze schermutselingen werden van maart tot november 1915 op het kerkhof en de ernaast liggende uitbreiding begraven. Vanaf dan werd de New Military Cemetery gestart om de gesneuvelden van de veldslagen in de Ieperboog (Ypres Saillant) te begraven. Ze werd gebruikt tot september 1918.
Er liggen nu 461 Britten (waaronder 5 die niet geïdentificeerd konden worden), 104 Australiërs, 230 Canadezen (waaronder 1 niet geïdentificeerde), 2 Nieuw-Zeelanders, 1 Zuid-Afrikaan, 7 Chinezen (behorende tot het Chinese Labour Corps) en 2 Duitsers. Er lagen ook 51 Franse militairen begraven maar zij werden later naar andere plaatsen overgebracht.
De begraafplaats werd in 2009 als monument beschermd.

## Graven

### Onderscheiden militairen
- Charles William Eric Gordon, Brigade-Generaal en Stafofficier, is de hoogste in rang op deze begraafplaats. Hij werd vereerd met de Montenegrijnse Orde van Danilo. Hij was 39 jaar toen hij stierf op 23 juli 1917.
- David Graham McNicoll, luitenant-kolonel bij de Durham Light Infantry, H.V.M. De La Fontaine, luitenant-kolonel bij het East Surrey Regiment, David Thomson Rogers en Horace Frederick Kingsmill, beiden majoor bij de Australian Field Artillery, William Guthrie Porter, majoor bij de Royal Field Artillery en Cecil Clive Bryan, majoor bij de Royal Engineers werden onderscheiden met de Distinguished Service Order (DSO).
- Harold Edward Street, kolonel bij de Royal Field Artillery werd vereerd met de Orde van Sint-Michaël en Sint-George (CMG).
- luitenant-kolonel H.M. Hope-Johnstone, majoor William Duncan Kirkland, de kapiteins Nathan Bright Risley, Douglas Scrivenor Howard Keep, William Raymond Pasteur, Harvey Wilfrid Warwick Rowe, F.S. Marr en William Robert Aspinall, de luitenants Harold Roberts en Leonard Melsome Hasler en de onderluitenant Cecil Roy Barrett werden onderscheiden met het Military Cross (MC).
- kapitein Edward Allen Roe en luitenant Hector James Abbott Ferguson ontvingen het Military Cross tweemaal (MC and Bar) en kapitein Walter Henry East zelfs driemaal (MC and 2 Bars).
- luitenant F.C. Jackson, sergeant-majoor William Fordham Leeder en sergeant Edward Walpole Lewin werden onderscheiden met de Distinguished Conduct Medal (DCM).
- sergeant Philip Thomas Whitehead en soldaat J.M.C. Darrell werden tweemaal onderscheiden met de Military Medal (MM and Bar).
- nog 12 andere militairen ontvingen de Military Medal (MM).

### Gefusilleerde militairen
- Robert Loveless Barker, schutter bij het 6th Bn. Royal Fusiliers, werd wegens lafheid gefusilleerd op 4 november 1916. Hij was 21 jaar.
- Frederick Loader, soldaat bij het 1/22nd Bn. Royal Fusiliers, werd wegens desertie gefusilleerd op 19 augustus 1917.
- William Smith, soldaat bij het 3/5th Bn. Lancashire Fusiliers, werd wegens desertie gefusilleerd op 14 november 1917. Hij was 20 jaar.[2]

### Minderjarige militair
- Samuel G. Brigden, soldaat bij de Canadian Infantry was slechts 17 jaar toen hij sneuvelde op 6 augustus 1916.

### Aliassen
- soldaat Francis George Andrew Lower diende onder het alias Francis George Andrews bij de Australian Infantry, A.I.F..
- soldaat J.M. Mitchell diende onder het alias J.M. MacKenzie bij de Canadian Infantry.
- soldaat Richard Wood diende onder het alias Richard Sherwood bij de Canadian Infantry.
- soldaat Samuel Hopper diende onder het alias W. Cochrane bij het Machine Gun Corps (Infantry).